# 猪熊泰則
猪熊 泰則（いのくま やすのり）は、日本の漫画編集者。元月刊少年マガジン編集長、現在は講談社ラノベ文庫編集長。

## 略歴
栃木県下都賀郡岩舟町（現・栃木市）の出身。早稲田大学政経学部卒業後、講談社へ入社。2006年から2008年まで月刊少年マガジン編集長。漫画『もう、しませんから。』では「悪の編集長」として登場している。